# Montserrat (kommun)
Montserrat är en kommun i Spanien.   Den ligger i provinsen Província de València och regionen Valencia, i den östra delen av landet, 290 km öster om huvudstaden Madrid. Antalet invånare är 7 133. Arean är 46 kvadratkilometer. Montserrat gränsar till Picassent, Llombai, Torrent, Real, Montroy och Turís. 
Terrängen i Montserrat är platt.